# Agia (Tessaglia)
Agia (in greco Αγιά?) è un comune della Grecia situato nella periferia della Tessaglia (unità periferica di Larissa) con 13 200 abitanti secondo i dati del censimento 2001
A seguito della riforma amministrativa detta Programma Callicrate in vigore dal gennaio 2011 che ha abolito le prefetture e accorpato numerosi comuni, la superficie del comune è passata da 133 a 662 km² e la popolazione è da 6 458  a 13 200 abitanti.
La città di Agia fu abitata anche durante il periodo ellenistico.